# Dicranota cosymbacantha
Dicranota cosymbacantha är en tvåvingeart som beskrevs av Alexander 1963. Dicranota cosymbacantha ingår i släktet Dicranota och familjen hårögonharkrankar. Inga underarter finns listade i Catalogue of Life.